# Nemesia aurantia
Nemesia aurantia är en flenörtsväxtart som beskrevs av K.E.Steiner. Nemesia aurantia ingår i släktet nemesior, och familjen flenörtsväxter.